# Hemiteles pictilis
Hemiteles pictilis är en stekelart som beskrevs av Hedwig 1932. Hemiteles pictilis ingår i släktet Hemiteles och familjen brokparasitsteklar. Inga underarter finns listade i Catalogue of Life.